# Nini Bombardier
Pour les articles homonymes, voir Bombardier.
Nini Bombardier, de son vrai nom Stéphanie Dunand-Pallaz, est une auteure de bande dessinée française, née le 22 février 1976 à Albertville.

## Biographie
Nini Bombardier est originaire de Savoie. Elle exerce un temps comme webmaster pour la mairie de Meylan puis en 2003, elle s'installe à la Croix-Rousse à Lyon. Elle y commence ses activités d'écriture par des récits destinés à la jeunesse : Les Petits Chats avec Sophie Turrel et Isa et Zigomar en solo. Après avoir rencontré Coyote (auteur de Litteul Kévin), les deux auteurs créent ensemble Les Voisins du 109 (éditions du Lombard), une chronique humoristique de la vie dans un immeuble, aux couleurs vives, que Le Progrès juge « délicieusement drôle ». Il s'agit d'une réponse aux émeutes de 2005 et déclarations de Nicolas Sarkozy sur les banlieues. Cette « une galerie de portraits » reçoit un accueil favorable dans Sud Ouest, Actua BD et BD Gest. En 2006, les planches font l'objet d'une exposition au festival Quai des bulles.
Sophie Turrel et Nini Bombardier obtiennent, en 2010, le prix du public au festival BDdécines.

## Ouvrages
- la série Les Petits Chats avec Sophie Turrel (Chat Touillis, chat Piteau, chats Taignes, ...), Balivernes Éditions
- Isa et Zigomar (roman), Magnard (illustré par Karine Sampol), 2004
- Les voisins du 109, avec Coyote, Tome 1, Le Lombard, 2006
- Les voisins du 109 avec Coyote, Tome 2, Le Lombard, 2008
- L'abominable gnome des neiges, avec Pierrick Carrel (illustrateur), Éditions du Vénasque, 2018

## Prix
- Prix du public pour Stéphanie Dunand-Pallaz et Sophie Turrel à Bdécines 2010 pour leur série Les Petits Chats